# Xã Elba, Quận Winona, Minnesota
Xã Elba (tiếng Anh: Elba Township) là một xã thuộc quận Winona, tiểu bang Minnesota, Hoa Kỳ. Năm 2010, dân số của xã này là 311 người.